# Ansamblul castelului Wesselényi din Jibou
Ansamblul castelului Wesselényi din Jibou este un ansamblu de monumente istorice aflat pe teritoriul orașului Jibou, operă a arhitectului ceh Franz Wrabetz. În Repertoriul Arheologic Național, monumentul apare cu codul 139820.04. Ansamblul este format din următoarele monumente:
- castel (cod LMI SJ-II-m-A-05075.01);
- parc (cod LMI SJ-II-s-A-05075.02);
- curie (cod LMI SJ-II-m-A-05075.03);
- manej (cod LMI SJ-II-m-B-05075.04);
- seră (cod LMI SJ-II-m-B-05075.05);
- grajd (cod LMI SJ-II-m-B-05075.06);
- șură (cod LMI SJ-II-m-B-05075.07);
- criptă (cod LMI SJ-IV-m-A-05075.08).

## Istoric
Dintre construcțiile ce compun ansamblul, prima și cea mai veche este „curia” (reședință nobiliară modestă), despre care József Bíró în anii '40 notează că i se spune „bucătăria veche”. Așa cum arată o inscripție cu ornamente baroce de deasupra intrării de vest, clădirea a fost refăcută din temelii în 1702 de către baronul István Wesselényi (prefect al comitatului Solnocul de Mijloc, președintele Dietei în 1716) și de contesa Kata Bánffy (fiica lui György Bánffy I, guvernator al Transilvaniei între 1691–1696). Pe fațada de est, deasupra intrării în pivniță, se găsește o a doua inscripție care amintește restaurarea clădirii în 1749 de către următoarea generație ce a deținut domeniul, István Wesselényi și Polixenia Dániel.
Următoarea clădire din ansamblu ca vechime este grajdul, construit tot de cuplul István Wesselényi și Polixenia Dániel (care au construit și palatul din Comlod), în 1775, pentru a adăposti herghelia familiei. József Bíró presupune că, influențați de lucrările întreprinse la Bonțida și de legăturile de rudenie care îi legau de familia Bánffy, și pe baza similarităților dintre cele două grajduri, comanditarii ar fi angajat o parte dintre meșterii ce lucraseră la Bonțida: arhitectul Peter Grimmer și sculptorul Johannes Nachtigall, căruia Bíró îi atribuie sculptura în formă de cal de pe inscripția care comemora construcția grajdului. Această inscripție încă mai marchează clădirea grajdului, fiind redescoperită relativ recent, în urma desprinderii unei părți din tencuiala ce o acoperea. Sculptura atribuită lui Nachtigall este parțial distrusă.
Cripta familiei Wessélenyi, aflată pe un deal în apropierea ansamblului nobiliar, astăzi aproape dispărută, este atribuită de József Bíró acelorași comanditari. Anul construcției este totuși necunoscut. Pe pereții criptei se aflau pietre funerare ale diverșilor membri ai familiei, datând încă din timpul Renașterii târzii. O parte dintre aceste pietre funerare se găsesc în biserica reformată din Jibou iar inscripțiile lor pot fi citite în arhiva Institutului Național al Patrimoniului din București.
În 1771 Miklós Wesselényi a construit un manej. Pe latura estică a clădiri a fost așezată o placă ce atesta faptul că Miklós Wesselényi, „locotenent în regimentul de husari [comandat de] Bethlen, a ridicat clădirea în 1771”. Deasupra plăcii se afla un al doilea căluț de piatră, foarte asemănător celui realizat de Johannes Nachtigall pentru inscripția grajdului. Această sculptură i-a fost atribuită de către József Bíró lui Anton Schuchbauer.
Construcțiile la clădirea reprezentativă a palatului sunt legate de căsătoria baronului Miklós Wesselényi cu fiica istoricului Mihály Cserei, Ilona Cserei, și de stabilirea curții nobiliare a familiei pe domeniul de la Jibou. Construcția clădirii monumentale de la Jibou a început la 1778. În 1781 Wesselényi a intrat în conflict cu vecinul său din Gârbou, Johann Haller, pe care l-a atacat cu peste 500 de oameni înarmați. Fapta a fost condamnată de împărat, și Wesselényi a ajuns la închisoarea din Kufstein, iar lucrările palatului au fost încetinite și chiar oprite până în 1796.
Lucrările de amploare au reînceput la palatul Wessélenyi din Jibou abia în 1796, probabil datorită apariției arhitectului ceh Franz Wrabetz. Acesta a lucrat între 1780–1790 în Ungaria, pe domeniile lui János Sennyei și Miklós Vécsey, de unde a ajuns la Gârceiu, unde a lucrat la o construcție pentru contele Károly Andrássy. Wrabetz acumulase numeroase datorii și intrase în conflict cu nobilii ce îl angajaseră. Totuși, familia Wessélenyi îl angajează și, în plus, îl ajută să iasă din situațiile tensionate în care ajunsese cu alți comanditari. În perioada șederii la Jibou, care a durat din primăvara până în toamna lui 1796, Wrabetz s-a ocupat de amenajarea interioarelor. În această perioadă s-au comandat numeroase piese de mobilier de la Viena și s-au plătit pictori care să decoreze camerele.
Interioarele au fost terminate în anul 1800. Interioarele au fost pictate de Franz Neuhauser și Johann Martin Stock, doi pictori renumiți în Transilvania la acea vreme, cel din urmă în special pentru portretele sale în stil rococo, realizate pentru membrii patriciatului din Sibiu. Interioarele erau decorate cu peisaje reprezentând castelul din Jibou, scene de vânătoare ale baronului Wessélenyi sau scene istorice. Dintre picturile ce se aflau la palatul din Jibou se păstrează portretul contesei Wessélenyi, astăzi la Muzeul de Artă din Cluj-Napoca. Deasupra pavilionului central al palatului au existat trei statui reprezentând personaje mitologice. Acestea au fost realizate în anul 1805 de Antal Csűrös și reprezentau copii de o calitate mai slabă a sculpturilor palatului Bánffy din Cluj-Napoca. Printre alți meșteri care au lucrat la Jibou se numără arhitectul domeniilor familiei Károlyi, Josef Bittheuser, care a terminat cele două pavilioane sudice. Acesta a activat pe șantierul de la Jibou începând cu anul 1800. În 1810 lucrările de construcție și amenajare ale ansamblului erau terminate.
După naționalizare, interiorul castelului s-a schimbat total. Elementele decorative, ancadramentele și tâmplăria au fost îndepărtate. Mobila, sobele, tablourile și obiectele decorative au fost toate furate, iar picturile lui Neuhauser au fost vopsite. Camerele castelului au devenit săli de clasă, iar clădirea a devenit școală generală, apoi liceu cu internat, casa pionierilor, muzeu și stațiune experimentală a tinerilor naturaliști. Parcul englez a fost transformat într-o grădină botanică, manejul în sală de mese, iar curtea în pistă de carting. În prezent, în castel funcționează doar palatul copiilor. Leii de piatră, aflați în grădină, au fost aduși aici la sfârșitul anilor '70, de la castelul Jósika din Surduc.
În 2011, Éva Teleki a primit prin retrocedare palatul și o parte din anexe. Cripta familiei Wesselényi, grajdul și manejul rămân în posesia Centrului de Cercetări Biologice Jibou care își propune să le restaureze și să le redea circuitului turistic. În 2015, castelul a fost scos la vânzare de Artmark Historical Estate pentru un preț de pornire de 1,5 milioane de euro.